# Nhà vệ sinh công cộng

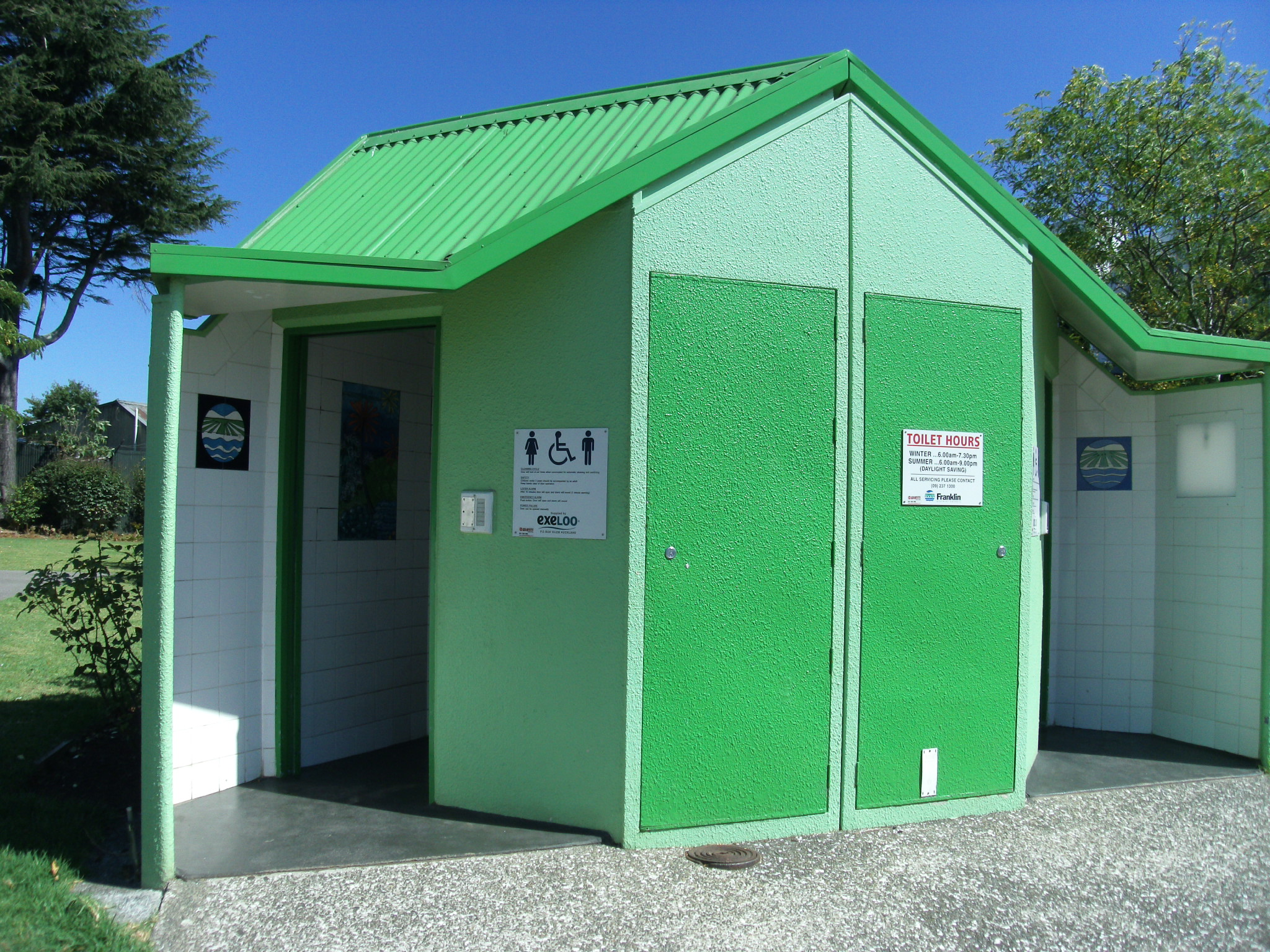
Một nhà vệ sinh công cộng

Nhà vệ sinh công cộng (hay nhà xí công cộng, Toalet công cộng) là một căn phòng hay một tòa nhà có diện tích tương đối nhỏ có chứa một hoặc nhiều phòng vệ sinh và có thể cả bệ đi tiểu, hay bồn cầu để sẵn để sử dụng vào mục đích chung, phục vụ cho cộng đồng hay phục vụ cho khách hàng có thu phí trên cơ sở các dịch vụ.

## Tổng quan

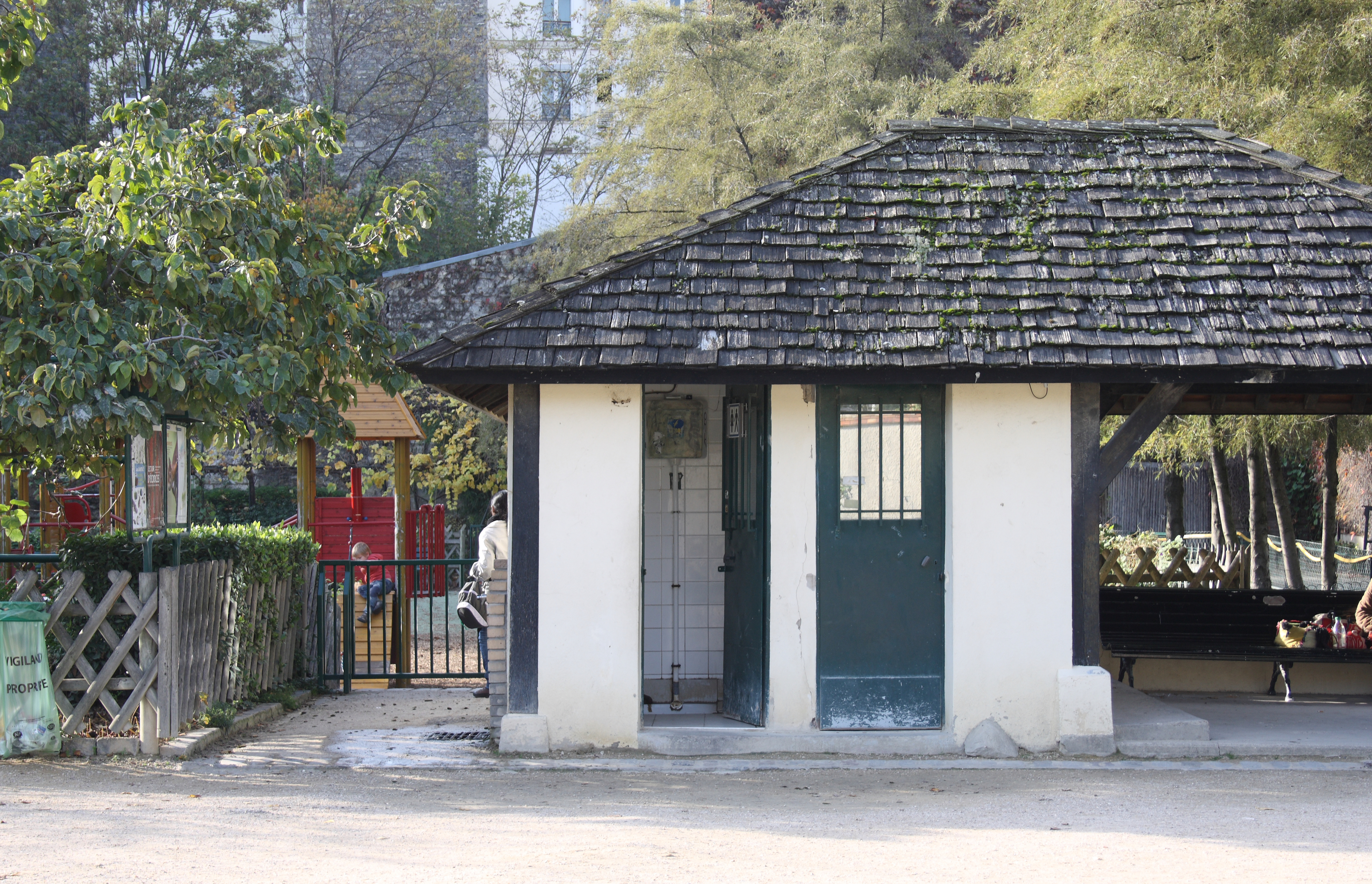
Một nhà vệ sinh công cộng trong vườn Catherine-Labouré, Quận 7, Paris

Nhà vệ sinh công cộng thường được tách biệt theo giới tính thành các gian hay buồng, phòng hoặc từng sảnh dành riêng cho nam và nữ, (mặc dù một số có thể là phi giới tính). Ngày nay trên các đường phố tại các thành phố, ngày càng có nhiều nhà vệ sinh công cộng kết hợp nhà vệ sinh có các tính năng để phục vụ cho những người khuyết tật. Nhà vệ sinh công cộng có thể được đầu tư xây dựng bởi chính quyền địa phương hoặc tư nhân (thường là có thu phí).
Trong nhiều nền văn hóa, phong tục khi vào nhà vệ sinh công cộng người khách phải đóng lệ phí nhỏ ở lối vào, đôi khi thông qua việc sử dụng của tiền đồng nhét vào máy hoạt động cửa quay tự động. Một số địa điểm như hộp đêm có thể tính năng một dịch vụ tiện ích hơn. Nhà vệ sinh công cộng thường được đặt tại các địa điểm công cộng như nhà ga, trường học, quán bar, nhà hàng, bệnh viện, hộp đêm, trạm tiếp nhiên liệu (trặm xăng dầu), nhà vệ sinh di động (hay lưu động) thường được đặt khi có các lễ hội và tại các sự kiện tạm thời sử dụng không gian lòng, lề đường vào mục đích công cộng.

## Ở Âu-Mỹ

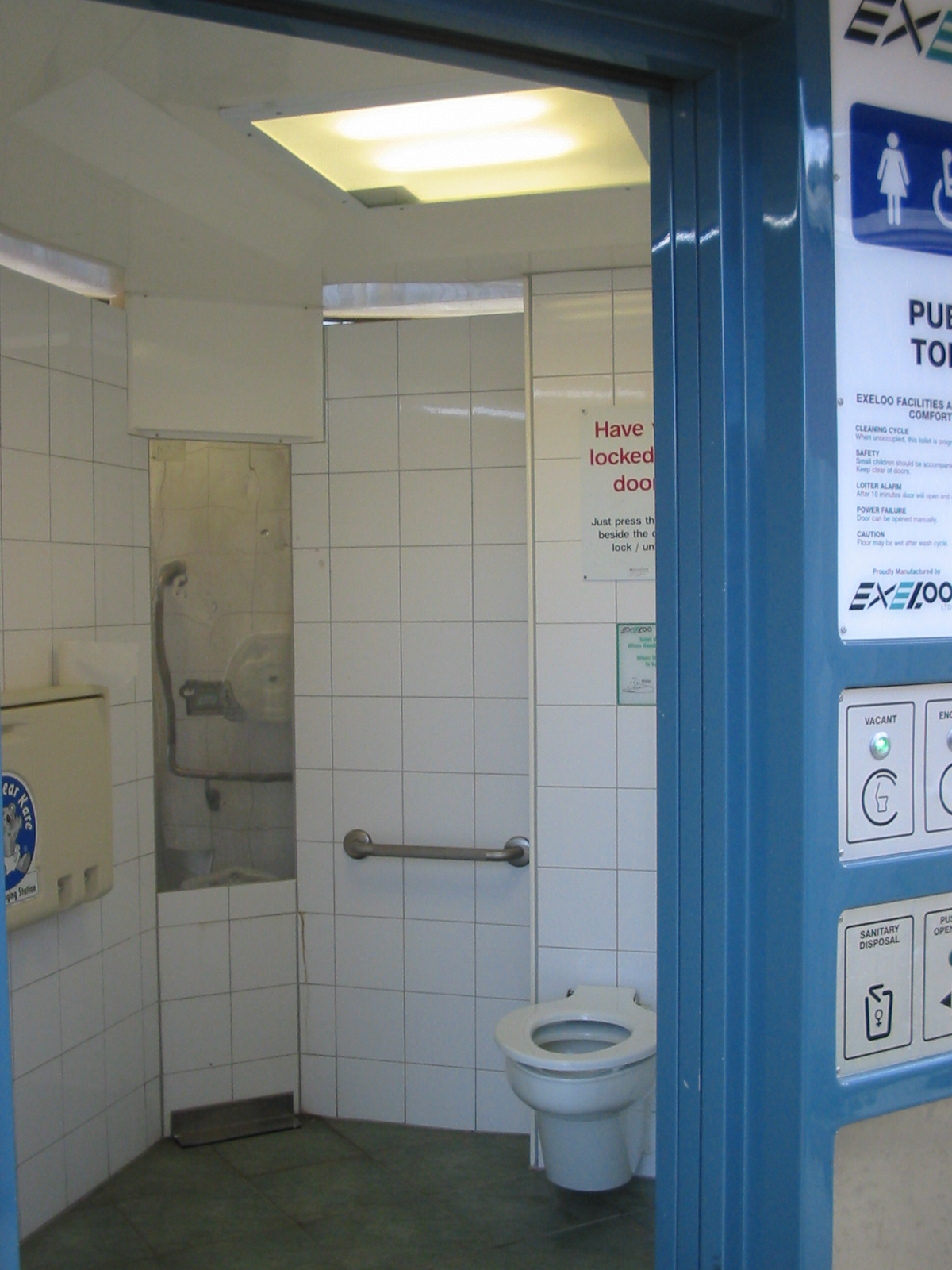
Bên trong một nhà vệ sinh công cộng ở Anh Mỹ

Trong tiếng Anh Mỹ, thuật ngữ "nhà vệ sinh" (restroom) thường biểu thị một cơ sở vệ sinh công cộng, thương mại được thiết kế cho lưu lượng sử dụng cao, trong khi thuật ngữ "phòng tắm" đôi khi được sử dụng để biểu thị một cơ sở nhỏ hơn và được sử dụng thường xuyên tại nơi cư trú, với lưu lượng sử dụng tấp hơn thấp hơn (thường chỉ có một người sử dụng phòng đó trong một thời gian nhất định). Ở Mỹ nhà vệ sinh công cộng hiếm khi có bồn tắm.
Nhà vệ sinh công cộng có thể được phân biệt rõ ràng theo giới tính biểu hiện bằng các ký biệu bằng chữ hoặc chữ tượng hình của một người đàn ông hay một phụ nữ (thường người đàn ông có thể được biểu hiện bằng một người bình thường còn người phụ nữ thường là có thêm một bộ váy hoặc có hai bím tóc; hoặc người đàn ông không đội mũ hoặc đội mủ phớt trong khi người phụ nữ thì có đội mũ). Trong nhà hàng, quán bar và hộp đêm, việc nhận dạng có thể được thiết kế để phù hợp với trang trí ở nơi đó.

## Ở Việt Nam
Ở Việt Nam, nhiều đô thị nhất là các đô thị lớn và đông dân đang xảy ra tình trạng thiếu trầm trọng nhà vệ sinh công cộng do thiếu đất để bố trí xây nhà vệ sinh, thực trạng chung nhà vệ sinh ở Việt Nam là không đủ, lắp đặt thiếu khoa học, bẩn thỉu. Nhiều địa điểm công cộng không bố trí nhà vệ sinh nên xảy ra tình trạng xú uế lung tung.

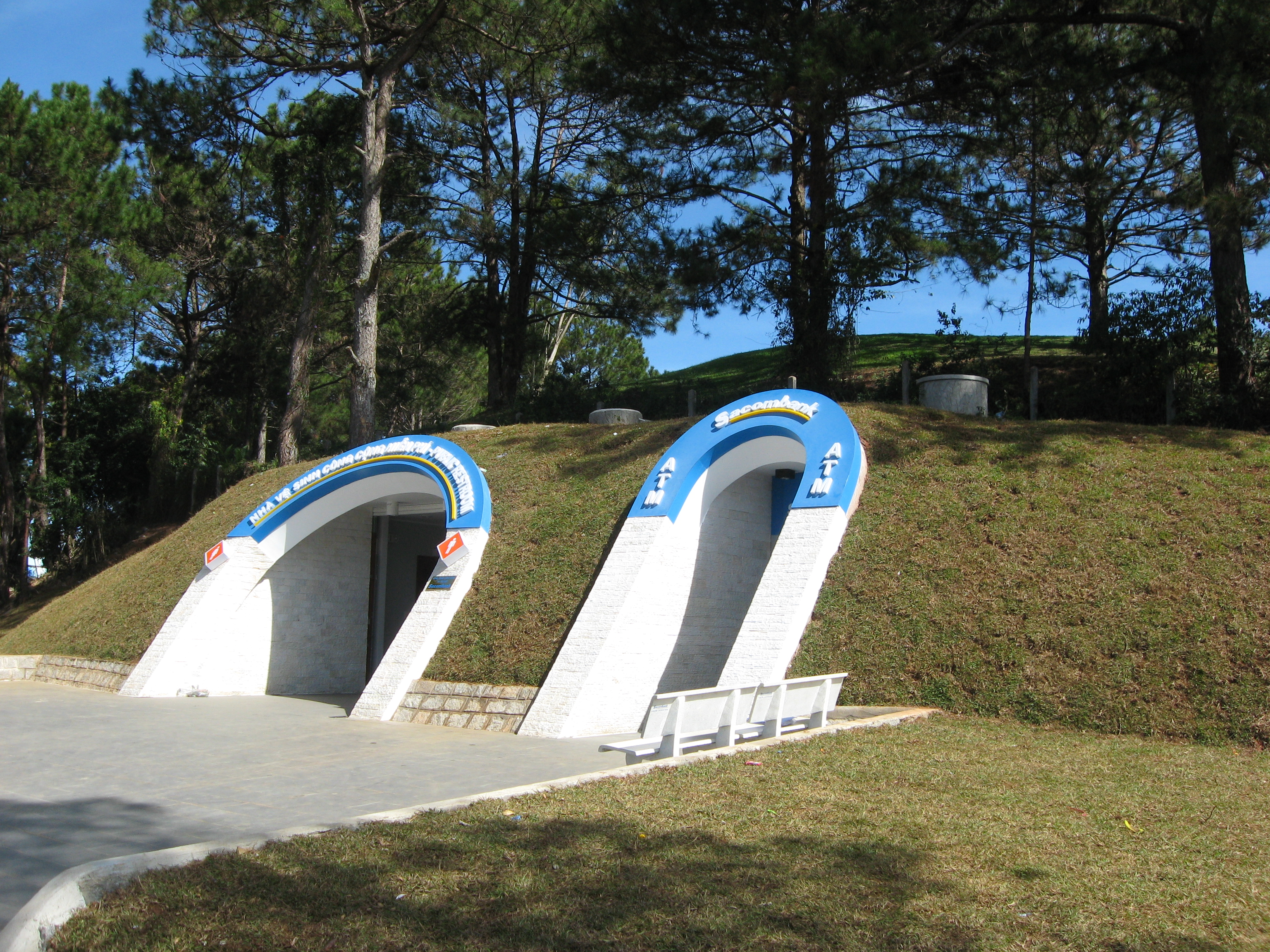
Một nhà vệ sinh công cộng ở Đà Lạt.

Tại Thành phố Hồ Chí Minh, vốn thành phố đông dân nhất nước nhưng hệ thống nhà vệ sinh công cộng tại đây vừa thiếu lại vừa kém cỏi dẫn đến nhu cầu chính đáng của người dân không được đáp ứng, phóng uế bừa bãi gây ô nhiễm, mất mỹ quan đô thị, ảnh hưởng tới uy tín, hiệu quả hoạt động của ngành du lịch, nhiều nhà vệ sinh thì bồn cầu cáu bẩn, sứt vỡ, nhiều cái đã mất nhưng không được thay thế đầu cửa, bể nước bằng xi măng cũ kỹ, nước đen ngòm. Nền nhà tuy được ốp gạch, nhưng cáu bẩn, vàng khè, nhiều khách đi xong không dập nước nên phân vẫn còn đó tạo cảnh tượng hãi hùng, thiếu vệ sinh nền nhà bùn đất bám đen, ruồi nhặng bay tứ tung.
Chưa kể đến nhà vệ sinh công cộng ở Việt Nam vừa thiếu lại vừa trong tình cảnh hôi hám, bẩn thỉu khiến nhiều người dân và khách du lịch nước ngoài khiếp đảm khi giải quyết nhu cầu ở nơi công cộng. Điều đáng nói là sự xuống cấp của nhà vệ sinh công cộng có nguyên nhân không nhỏ từ sự vô ý thức của người dân khi sử dụng dịch vụ này có nơi nước trong bể khá đầy nhưng không mấy ai vào làm động tác đơn giản là múc, dội nước vào bệ xí, nhiều người Việt Nam vô ý thức vào xong rồi ra không thèm dội nước thậm chí còn vẽ bậy lên tường, bẻ gãy các đèn chiếu sáng, ra không xả nước, bóp vụn xà bông để rửa tay. Không ít nhà vệ sinh công cộng bị chiếm dụng buôn bán hoặc thành nơi tệ nạn nhiều nhà vệ sinh công cộng đã trở thành nơi hút chích của các đối tượng nghiện ngập với nhiều kim tiêm dính máu vứt bừa bãi trên nền nhà.